# Caupolicana electa
Caupolicana electa là một loài Hymenoptera trong họ Colletidae. Loài này được Cresson mô tả khoa học năm 1878.